# Číslicový počítač
Číslicový počítač je v informatice označení pro digitální počítač, který zpracovává logické a číselné hodnoty. Operace jsou prováděny v aritmeticko-logické jednotce jedna za druhou. Číselné hodnoty i počítačový program jsou typicky uloženy v operační paměti počítače (v případě John von Neumannovy architektury), ale mohou být uloženy i v oddělených částech paměti (viz Harvardská architektura).
Základní části číslicového počítače:
- aritmeticko-logická jednotka
- elektronická paměť
- řadič
- periferní zařízení

## Historie
Princip moderního číslicového počítače byl popsán počítačovým vědcem Alanem Turingem, který popsal svoji myšlenku v referátu z roku 1936, On Computable Numbers. Dokázal, že jako Touringův stroj lze zvát takové zařízení, které dokáže vykonat jakýkoliv myslitelný matematický výpočet reprezentovatelný počítačovým algoritmem. Také představil myšlenku Univerzálního Turingova stroje, který by dokázal vykonat úlohu jakéhokoliv jiného stroje. Turingovy stroje jsou až od dnešních dnů objektem studia teorie výpočtů. Až na limitaci omezené velikosti paměti jsou dnešní počítače zvány Turingovsky kompletní, což vyjadřuje, že jsou schopny kompatibilně vykonat algoritmus univerzálního Turingova stroje.

### Představení digitálních programovatelných počítačů svakuovými trubicemi
Původní mechanické a elektromechanické stroje byly nahrazeny elektronickými, stejně jako analogové výpočty byly nahrazeny digitálními. V roce 1934 sestavil Tommy Flowers experimentální vybavení telefonní výměnné sítě založené na tisícovce vakuových trubic. V Americe v roce 1942 vyvinuli J. V. Atanasoff a C. E. Berry počítač Atanasoff-Berry Computer (ABC) využívající 300 trubic, první „automatický digitální elektronický počítač“. Max Newman vynalezl v roce 1943 světově první elektronický číslicový programovatelný počítač Colossus. Ten dokázal provádět operace Booleovy algebry, avšak nebyl Turingovsky kompletní. ENIAC (Electronic Numerical Integrator and Computer) byl americkou variantou Colossu, byl však výkonnější a Turingovsky kompletní.

### Paměť programů zrušila nutnost fyzického přepojování
Pokud byl požadavek přeprogramovat starý počítač, bylo nutné fyzicky změnit zapojení kabelů. Tento problém, popsaný A. Turringem v jeho referátu a rozšířený J. von Neumannem v díle First Draft of a Report on the EDVAC roku 1945, řeší programová paměť. První stroj tohoto druhu byl The Manchester Small-Scale Experimental Machine, s přezdívkou Baby z roku 1948. Byl však nazván „malým a primitivním“ a nahrazen strojem Manchester Mark 1, který se stal základem pro první komerčně dostupný počítač Ferranti Mark 1.

### Tranzistory nahrazují vakuové elektronky
V roce 1947 byl vynalezen bipolární tranzistor a v roce 1955 nahradil elektronku. Tranzistor má výhodu v rychlosti[zdroj?], velikosti a spotřebě. První pouze tranzistorový počítač se jmenoval Harwell CADET.

### Nástup integrovaných obvodů
Záhy po vzniku tranzistorů prezentoval Geoffrey Dummer na sympoziu v roce 1952 nutnost tranzistory sdružovat. V roce 1958 Jack Kilby vyvinul první čip, který v sobě obsahoval všechny elektronické obvody již integrované. Ačkoliv se o přesné definici mikroprocesoru vedou diskuze, prvním mikroprocesorem jako takovým je Intel 4004.